# جغرافیای کالدونیای جدید
کالدونیای جدید مجمع‌الجزایری در جنوب اقیانوس آرام است که با مساحت ۱۸٬۵۶۴ کیلومتر مربع، میان استرالیا و جزایر ملانزی و میکرونزی قرار دارد. این سرزمین، که در ۱۷٬۰۰۰ کیلومتری فرانسه واقع شده، شامل جزیره اصلی گراند تر (Grande Terre) به طول ۴۰۰ کیلومتر و عرض ۵۰ کیلومتر، به همراه بیش از ۱۴۰ جزیره کوچک‌تر مانند جزیره پاینز در جنوب و جزایر لویالتی در شرق (اووه‌آ، لیفو، تیگا و مارِه) است.
کالدونیای جدید یک مجموعه خودمختار فرانسه در جنوب غربی اقیانوس آرام است که حدود ۱۵۰۰ کیلومتر در شرق استرالیا واقع شده است. این مجمع‌الجزایر شامل جزیره اصلی گراند تر (Grande Terre)، که پایتخت آن نومئا در آن قرار دارد، جزایر لویالتی، جزایر بِلِپ و جزیره پاینز است. این جزایر بیش از ۹۹ درصد از مساحت کل سرزمین را تشکیل می‌دهند.
کالدونیای جدید به دلیل تنوع جغرافیایی و اقلیم معتدل، مقصدی مهم برای گردشگری به‌شمار می‌رود. بیش از نیمی از جمعیت در پایتخت نومئا و حومه آن زندگی می‌کنند، در حالی که سایر مناطق شامل ۳۲ شهر کوچک و روستاهای کمتر از ۷۰۰۰ نفر جمعیت هستند.
جزیره گراند تر دارای رشته‌کوه‌هایی با ارتفاع متوسط است که از شمال به جنوب امتداد دارند، در حالی که سواحل غربی آن با دشت‌های وسیع و تالاب‌های گسترده پوشیده شده است. در شرق، پوشش گیاهی انبوه و استوایی تا نزدیکی اقیانوس ادامه دارد. مناطق جنوبی شامل شهر نومئا و خاک‌های سرخ منحصربه‌فرد آن است.
جزیره اصلی، که بزرگ‌ترین جزیره این مجموعه است، حدود ۵۰۰ کیلومتر طول و ۵۰ کیلومتر عرض دارد و دارای رشته‌کوه‌هایی است که آن را به دو منطقه متمایز تقسیم می‌کنند: ساحل شرقی، که در برخی نقاط مستقیماً به دریا می‌رسد، و ساحل غربی، که دارای زمین‌های کم‌ارتفاع‌تر و هموارتر است. بالاترین نقطه آن کوه پانیه (۱۶۲۸ متر) در شمال شرقی و کوه هامبولت (۱۶۱۷ متر) در جنوب قرار دارند.
کالدونیای جدید دارای یک صخره مرجانی سدی است که تالاب‌های وسیعی را دربر گرفته و در سال ۲۰۰۸ به‌عنوان میراث جهانی یونسکو ثبت شد. جزایر دورافتاده‌ای مانند جزایر هوون و سورپرایز در آب‌سنگ‌های دِآنترکستو، جزایر چسترفیلد، ریف‌های بلونا و جزیره والپول نیز بخشی از این قلمرو محسوب می‌شوند. همچنین فرانسه ادعای مالکیت بر جزایر هانتر و متیو را دارد، اما این ادعا با مخالفت وانواتو روبه‌رو است.
این مجمع‌الجزایر به دلیل طبیعت متنوع، تالاب‌های فیروزه‌ای، سواحل بکر، و منابع غنی نیکل، کروم و کبالت، اهمیت جغرافیایی و اقتصادی دارد و مقصدی مهم برای گردشگران محسوب می‌شود.

## کلیات
کالدونیای جدید (Nouvelle-Calédonie)، یک مجموعه فرادریایی وابسته به فرانسه است که در زیرمنطقه ملانزی واقع شده است، گروه جزایر قاره‌ای منحصربه‌فردی را در اقیانوسیه تشکیل می‌دهد. در میان ویژگی‌های دیگر، این مجمع‌الجزایر نقشی در حفظ دودمان‌های زیستی منحصربه‌فرد از دوران میانه‌زیستی داشته است. همچنین به‌عنوان یکی از ایستگاه‌های گذرگاهی در گسترش نیاکان پلی‌نزیایی‌ها، یعنی فرهنگ لاپیتا، عمل کرده است. در دوران فرانسه آزاد، این منطقه به‌عنوان یک پایگاه دریایی حیاتی برای متفقین جنگ جهانی دوم در جریان جنگ اقیانوس آرام خدمت می‌کرد.
این مجمع‌الجزایر در شرق استرالیا، شمال نیوزیلند، جنوب خط استوا و در غرب فیجی و وانواتو واقع شده است. کالدونیای جدید شامل یک جزیره اصلی به نام Grande Terre، جزایر لویالتی و چندین جزیره کوچک‌تر است. این مجمع‌الجزایر که تقریباً نصف تایوان وسعت دارد، مساحتی برابر با ۱۸٬۵۷۵٫۵ کیلومتر مربع (۷٬۱۷۲٫۰ مایل مربع) را در بر می‌گیرد. جزایر مذکور دارای کناره‌ای به طول ۲٬۲۵۴ کیلومتر (۱٬۴۰۱ مایل) هستند. کالدونیای جدید منطقه انحصاری ماهیگیری را تا فاصله ۲۰۰ مایل دریایی یا ۳۷۰ کیلومتر یا ۲۳۰ مایل و دریای سرزمینی را تا فاصله ۱۲ مایل دریایی (۲۲ کیلومتر؛ ۱۴ مایل) از ساحل خود ادعا می‌کند.
کالدونیای جدید یکی از شمالی‌ترین بخش‌های یک قاره تقریباً به‌طور کامل (۹۳٪) غرق‌شده به نام زیلندیا است که میان ۱۳۰ تا ۸۵ میلیون سال پیش (میلیون سال پیش) از قطب جنوب کافت (زمین‌شناسی) یافت و سپس میان ۸۵ تا ۶۰ میلیون سال پیش از استرالیا جدا شد. (بیشتر توده قاره‌ای کشیده و مثلثی‌شکل زیلندیا یک فلات زیرآبی است. نیوزیلند در مرکز آن، یک دماغه کوهستانی بر فراز آب است، درحالی‌که کالدونیای جدید یک رشته‌کوه بر روی لبه شمالی این قاره محسوب می‌شود) کالدونیای جدید خود حدود ۶۶ میلیون سال پیش از استرالیا جدا شد و سپس در مسیر شمال شرقی حرکت کرد و حدود ۵۰ میلیون سال پیش به موقعیت کنونی خود رسید.
با توجه به پایداری و انزوای طولانی‌مدت آن، کالدونیای جدید به‌عنوان یک پناهگاه (زیست‌شناسی جمعیت) جزیره‌ای منحصربه‌فرد عمل می‌کند—مانند یک «کشتی زیستی» —که یک زیست‌بوم ویژه را در خود جای داده و دودمان‌های گیاهی و جانوری گوندوانا را که در جای دیگری یافت نمی‌شوند، حفظ کرده است.

## ترکیب

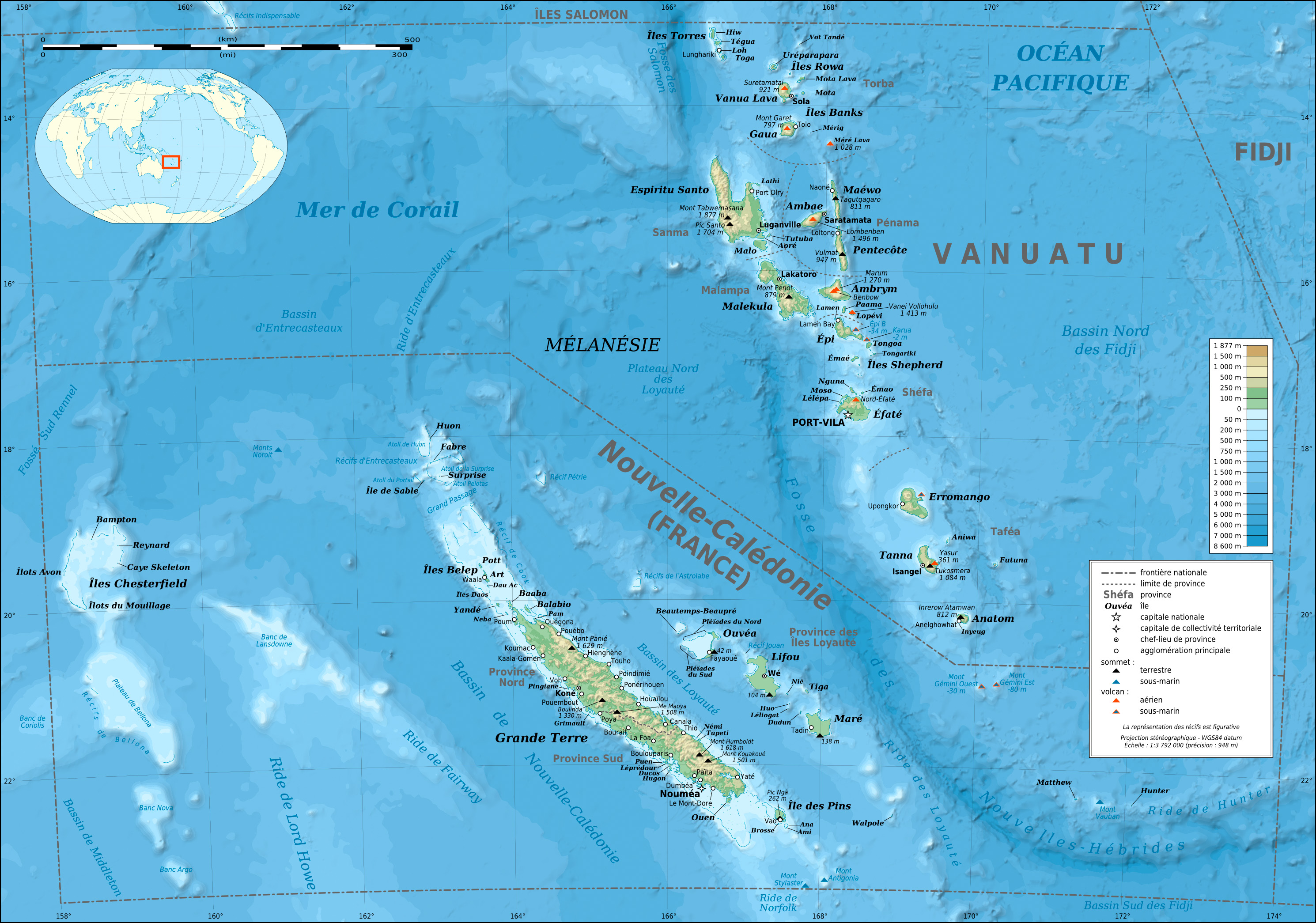
نقشه بستر دریا و توپوگرافی قابل بزرگنمایی از کالدونیای جدید و وانواتو، که پیش‌تر نیوهبریدز نام داشت. برای بزرگنمایی کلیک کنید.

کالدونیای جدید از یک جزیره اصلی، یعنی گراند تره، و چندین جزیره کوچک‌تر تشکیل شده است: مجمع‌الجزایر بِلِپ در شمال گراند تر، جزایر لویالتی در شرق گراند تر، جزیره پاینز در جنوب گراند تر و جزایر چسترفیلد و آب‌سنگ‌های بلونا که در غرب قرار دارند. هر یک از این چهار گروه جزیره‌ای دارای منشأ زمین‌شناسی متفاوتی هستند:
- مجمع‌الجزایر کالدونیای جدید، که شامل گراند تر، بِلِپ و Île des Pins است، به‌عنوان مجموعه‌ای از چین‌خوردگی‌های گوشته زمین میان دوره‌های پرمین (۲۵۱ تا ۲۹۹ میلیون سال پیش) و دوره‌های پالئوژن و نئوژن (۱٫۵ تا ۶۶ میلیون سال پیش) شکل گرفته است. این فرایند گوشته سیاره‌ای که با فرارانش همراه بود، مناطق وسیعی از پریدوتیت و بستری غنی از نیکل ایجاد کرد.
- جزایر لویالتی که در فاصله صد کیلومتری شرق گراند تر قرار دارند، جزایری از جنس مرجان و سنگ آهک هستند که روی آتشفشان‌های فروریخته قدیمی، که در نتیجه فرورانش در گودال وانواتو شکل گرفته‌اند، بنا شده‌اند.
- جزایر چسترفیلد که در فاصله ۵۵۰ کیلومتر (۳۴۰ مایل) شمال‌غرب قرار دارند، صخره‌های مرجانی برآمده از فلات اقیانوسی هستند.
- جزایر متیو و هانتر که به‌ترتیب در فاصله ۴۵۰ و ۵۲۰ کیلومتر (۲۸۰ و ۳۲۰ مایل) شرق قرار دارند، جزایری آتشفشانی‌اند که انتهای جنوبی قوس نیوهبریدز را تشکیل می‌دهند.

گراند تر، به‌مراتب بزرگ‌ترین جزیره در این مجموعه و تنها جزیره کوهستانی است. مساحت آن ۱۶٬۳۷۲ کیلومتر مربع (۶٬۳۲۱ مایل مربع) بوده و به‌صورت کشیده از شمال‌غرب به جنوب‌شرق امتداد دارد و دارای طولی برابر با ۳۵۰ کیلومتر (۲۲۰ مایل) و عرضی بین ۵۰ تا ۷۰ کیلومتر (۳۱ تا ۴۳ مایل) است. یک رشته‌کوه در طول این جزیره امتداد دارد که دارای پنج قله با ارتفاع بیش از ۱٬۵۰۰ متر (۴٬۹۰۰ فوت) است. بلندترین نقطه آن کوه پانیه با ارتفاع ۱٬۶۲۸ متر (۵٬۳۴۱ فوت) است. مساحت کل کالدونیای جدید ۱۹٬۰۶۰ کیلومتر مربع (۷٬۳۶۰ مایل مربع) است که از این مقدار، ۱۸٬۵۷۵ کیلومتر مربع (۷٬۱۷۲ مایل مربع) آن خشکی است.
یک مناقشه سرزمینی در رابطه با جزایر غیرمسکونی متیو و هانتر وجود دارد که هم فرانسه (به‌عنوان بخشی از کالدونیای جدید) و هم وانواتو بر سر مالکیت آن ادعا دارند.

## منشأ زیلندیایی

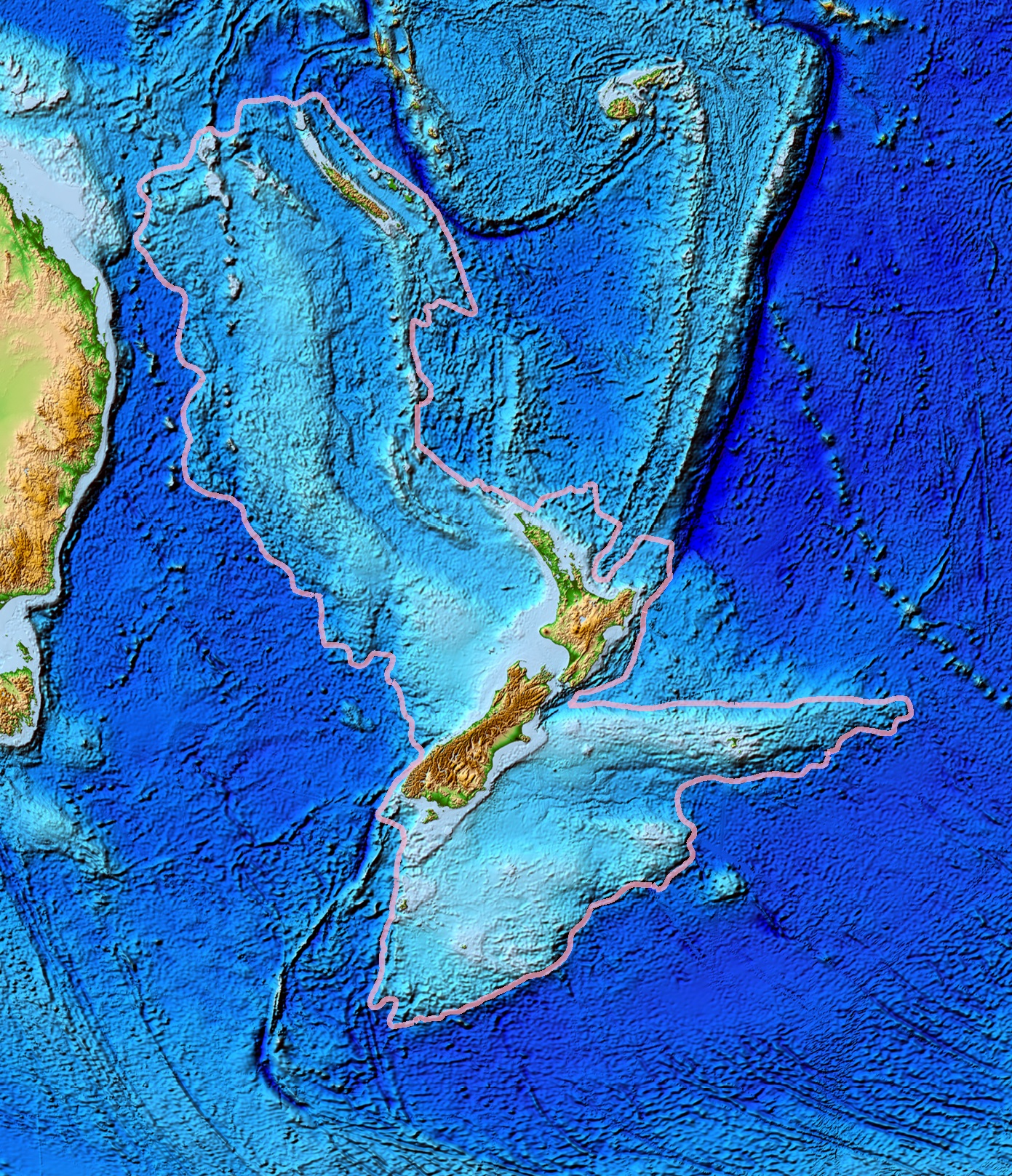
توپوگرافی زیلندیا. کالدونیای جدید جزیره باریکی در ربع بالا سمت چپ تصویر، در موقعیت ساعت ۱۱ از نیوزیلند است. برجستگی‌هایی که به سمت شمال-شمال‌شرق و جنوب‌غرب از نیوزیلند امتداد دارند، بخشی از این قاره نیستند.

مجمع‌الجزایر کالدونیای جدید یک جزیره است که به‌عنوان قطعه‌ای از زیلندیا، یک قاره تقریباً غرق‌شده یا ریزقاره که در دوران میانه‌زیستی بخشی از ابرقاره جنوبی گوندوانا بود، شکل گرفت. گروه گراند تر از کالدونیای جدید، که شامل کوه پانیه با ارتفاع ۱٬۶۲۸ متر (۵٬۳۴۱ فوت) به‌عنوان بلندترین نقطه آن است، مرتفع‌ترین بخش از رشته‌کوه نورفک است، که یک بازوی بلند و عمدتاً زیرآبی از این قاره محسوب می‌شود.
زیلندیا و استرالیا، زمانی که هنوز بخشی از یک خشکی واحد بودند، میان ۸۵ تا ۱۳۰ میلیون سال پیش از جنوبگان جدا شدند. استرالیا و زیلندیا بین ۶۰ تا ۸۵ میلیون سال پیش از یکدیگر جدا شدند.
با اینکه زیست‌شناسان بر اساس شواهد باقی‌مانده از دودمان‌های گوندوانایی این فرضیه را رد می‌کنند، زمین‌شناسان از نظر منطقی این احتمال را مطرح کرده‌اند که زیلندیا ممکن است حدود ۲۳ میلیون سال پیش به‌طور کامل زیر آب رفته باشد.
برخلاف قاره‌هایی مانند استرالیا که شامل توده وسیعی از خشکی همراه با حاشیه قفسه قاره‌ای هستند، زیلندیا تقریباً به‌طور کامل از قفسه قاره‌ای تشکیل شده است و حدود ۹۳٪ از آن زیر اقیانوس آرام قرار دارد. این دیدگاه جهانی نیست. برنارد پلتیه استدلال می‌کند که گراند تر برای میلیون‌ها سال کاملاً زیر آب بوده است، و از این‌رو، منشأ پوشش گیاهی آن ممکن است بومی نباشد، بلکه ناشی از پراکنش از راه دور باشد.
زیلندیا با مساحتی برابر با ۳٬۵۰۰٬۰۰۰ کیلومتر مربع (۱٬۳۵۱٬۳۵۸ مایل مربع)، بزرگ‌تر از گرینلند یا هند و تقریباً نصف استرالیا است. این قاره به‌طور غیرمعمول باریک است و از کالدونیای جدید در شمال تا جزایر نیمه‌قطبی جنوب نیوزیلند در جنوب امتداد دارد (از مدار ۱۹ درجه جنوبی تا مدار ۵۶ درجه جنوبی، که معادل گستره‌ای از هائیتی تا خلیج هادسون یا از سودان تا سوئد در نیمکره شمالی است). نیوزیلند بزرگ‌ترین بخش از زیلندیا است که بالای سطح دریای آزاد قرار دارد و پس از آن کالدونیای جدید قرار می‌گیرد.
از آنجا که کالدونیای جدید به‌عنوان بخشی از زیلندیا منشأ قاره‌ای دارد، برخلاف بسیاری از جزایر اقیانوسیه مانند جزایر هاوایی، منشأ آتشفشانی جدیدی ندارد. جدایی آن از استرالیا در پایان دوره کرتاسه (۶۵ میلیون سال پیش) و از نیوزیلند در میانه میوسن، سبب یک دوره طولانی فرگشت در انزوای تقریباً کامل شده است. میراث طبیعی کالدونیای جدید عمدتاً شامل گونه‌هایی است که اجداد آن‌ها از میان پوشش گیاهی و جانوری کهن و ابتدایی بوده‌اند که هنگام جدا شدن این جزیره از گوندوانا در آن حضور داشتند. نه‌تنها گونه‌ها، بلکه کل سرده‌ها و حتی تیره (زیست‌شناسی)‌هایی در این جزیره منحصربه‌فردند و در هیچ جای دیگری یافت نمی‌شوند.
از زمان دایناسورها و هم‌زمان با حرکت جزیره به سمت شمال در اثر رانش قاره‌ای، برخی زمین‌شناسان معتقدند که ممکن است در برهه‌هایی کاملاً زیر آب رفته باشد. بااین‌حال، گیاه‌شناسان استدلال می‌کنند که باید مناطقی از آن همچنان بالاتر از سطح دریای آزاد باقی مانده باشد که به‌عنوان پناهگاه (زیست‌شناسی جمعیت)ی برای نوادگان پوشش گیاهی اولیه که هنگام جدا شدن از گوندوانا در این جزیره وجود داشتند، عمل کرده است. بااین‌حال، انزوای کالدونیای جدید مطلق نبود؛ گونه‌های جدیدی وارد این جزیره شدند، درحالی‌که گونه‌های دارای منشأ گوندوانایی توانستند به مناطق شرقی‌تر اقیانوس آرام گسترش یابند.

## اقلیم

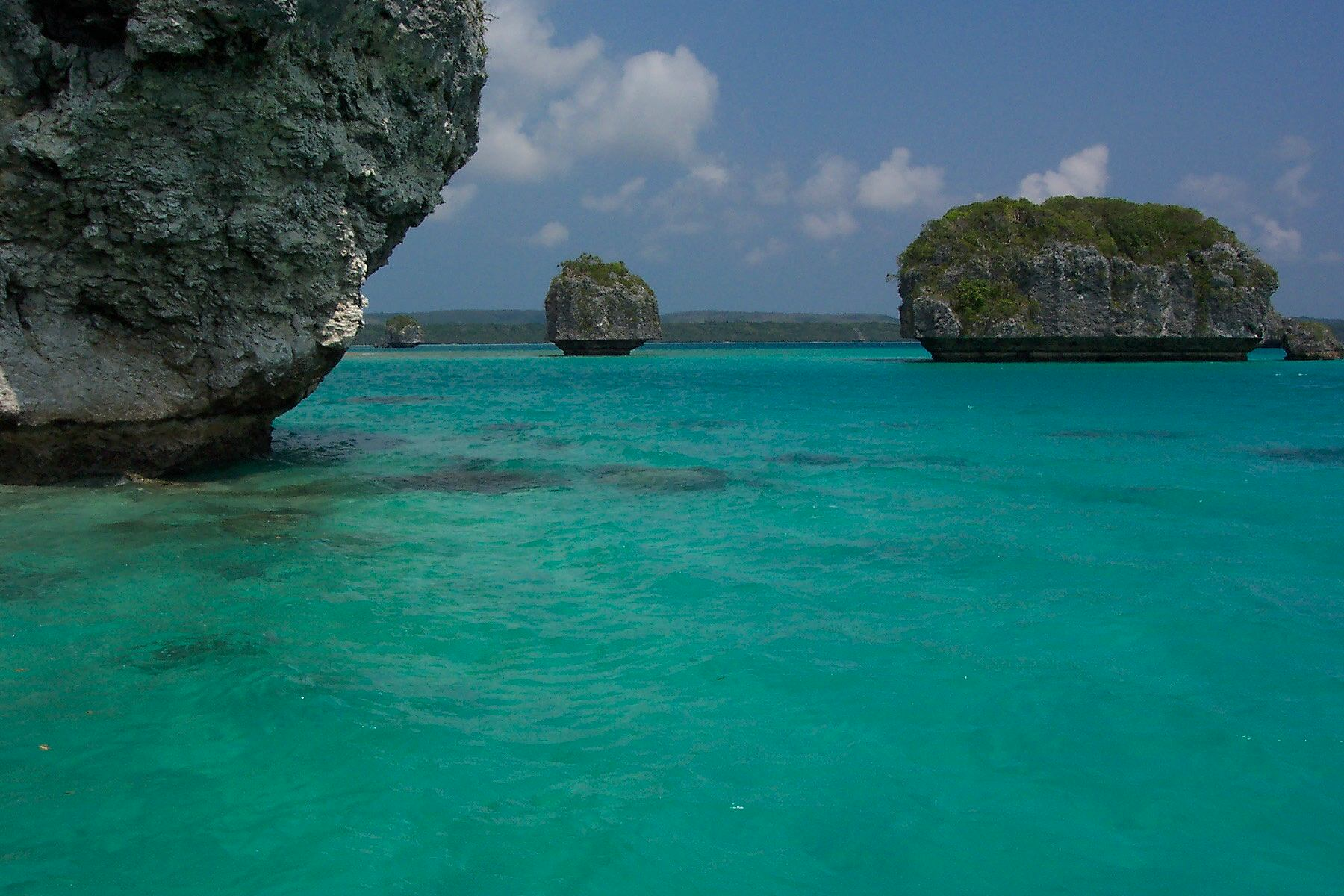
خلیج اوپی در جزیره پاینز، کالدونیای جدید در جنوب جزیره

اقلیم کالدونیای جدید مدارگانی است که تحت تأثیر بادهای بسامان جنوب‌شرقی قرار دارد. این منطقه آب و هوایی گرم و مرطوب دارد. مخاطرات طبیعی در کالدونیای جدید ناشی از چرخندها هستند که بیشترین وقوع آن‌ها میان نوامبر تا مارس است. درحالی‌که میانگین بارندگی سالانه در جزایر همسایه وانواتو به دو متر می‌رسد، میزان بارش از شمال کالدونیای جدید به سمت جنوب کاهش یافته و به اندکی بیش از ۱٬۰۰۰ میلیمتر (۳۹ اینچ) می‌رسد. میانگین دمای سالانه نیز در همین بازه از ۲۷٫۵ تا ۲۴٫۳ درجه سلسیوس (۸۱٫۵ تا ۷۵٫۷ درجه فارنهایت) کاهش می‌یابد و تغییرات فصلی بارزتر می‌شود.
پایتخت، نومئا، که در شبه‌جزیره‌ای در سواحل جنوب‌غربی جزیره واقع شده، معمولاً دارای یک فصل خشک است که شدت آن از اوت افزایش یافته و تا اواسط دسامبر ادامه می‌یابد و سپس به‌طور ناگهانی با بارش‌های ژانویه به پایان می‌رسد. سواحل شمال‌شرقی جزیره بیشترین میزان بارش را دریافت می‌کنند و در پوئبو در نزدیکی سطح دریا، میزان بارش ۲٬۴۰۰ میلیمتر (۹۴ اینچ) ثبت شده است.